# Copa de Islas Feroe 2020
La Copa de Islas Feroe 2020 fue la sexagésima sexta —66.°—  edición de la Copa de Islas Feroe. El torneo empezó el 27 de junio de 2020 con los partidos de la Ronda preliminar y finalizó el 5 de diciembre. HB conquistó su 28º título tras ganar en la final al Víkingur Gøta por el marcador de 2-0.

## Desarrollo

### Ronda preliminar
| Local             | Resultado | Visitante   | Fecha       | Estadio    |
| ----------------- | --------- | ----------- | ----------- | ---------- |
| FC Suðuroy        | 9-1       | Royn Hvalba | 27 de junio | Á Eiðinum  |
| Miðvágs Bóltfelag | 2-6       | Undrið      | 27 de junio | Við Kirkju |

### Primera ronda
| Local           | Resultado      | Visitante     | Fecha      | Estadio          |
| --------------- | -------------- | ------------- | ---------- | ---------------- |
| TB Tvøroyri     | 1-0            | ÍF            | 8 de julio | Við Stórá        |
| 07 Vestur       | 3-1            | FC Suðuroy    | 8 de julio | Á Dungasandi     |
| B68 Toftir      | 0-2            | Víkingur Gøta | 8 de julio | Svangaskarð      |
| Argja Bóltfelag | 4-1            | Undrið        | 8 de julio | Skansi Arena     |
| Skála           | 4-3            | FC Hoyvík     | 8 de julio | Undir Mýruhjalla |
| KÍ              | 1-1 (4-5 pen.) | HB Tórshavn   | 8 de julio | Við Djúpumýrar   |
| EB/Streymur     | 1-1 (3-5 pen.) | NSÍ Runavík   | 8 de julio | Við Margáir      |
| B71 Sandoy      | 2-7            | B36 Tórshavn  | 8 de julio | Inni í Dal       |

### Cuartos de final
| Local         | Resultado      | Visitante       | Fecha           | Estadio      |
| ------------- | -------------- | --------------- | --------------- | ------------ |
| 07 Vestur     | 1-1 (4-5 pen.) | HB Tórshavn     | 25 de noviembre | Á Dungasandi |
| NSÍ Runavík   | 1-0            | Skála           | 25 de noviembre | Við Løkin    |
| Víkingur Gøta | 1-0            | TB Tvøroyri     | 25 de noviembre | Sarpugerði   |
| B36 Tórshavn  | 3-0            | Argja Bóltfelag | 25 de noviembre | Gundadalur   |

### Semifinales
| Local         | Resultado | Visitante    | Fecha           | Estadio    |
| ------------- | --------- | ------------ | --------------- | ---------- |
| Víkingur Gøta | 2-1       | B36 Tórshavn | 28 de noviembre | Sarpugerði |
| NSÍ Runavík   | 1-3       | HB Tórshavn  | 29 de noviembre | Við Løkin  |

### Final
| Local         | Resultado | Visitante   | Fecha                  | Estadio    |
| ------------- | --------- | ----------- | ---------------------- | ---------- |
| Víkingur Gøta | 0-2       | HB Tórshavn | 5 de diciembre de 2020 | Tórsvøllur |

## Goleadores
- Actualizado el 5 de diciembre de 2020.

| Pos. | Jugador              | Equipo    | Goles |
| ---- | -------------------- | --------- | ----- |
| 1    | Símun Johannesen     | Undrið    | 3     |
|      | Ari Poulsen          | Suðuroy   | 3     |
|      | Dávid Lisberg        | Suðuroy   | 3     |
|      | Stefan Radosavljevic | B36       | 3     |
|      | Villiam Klein        | FC Hoyvík | 3     |